# Raddrizzatore al mercurio

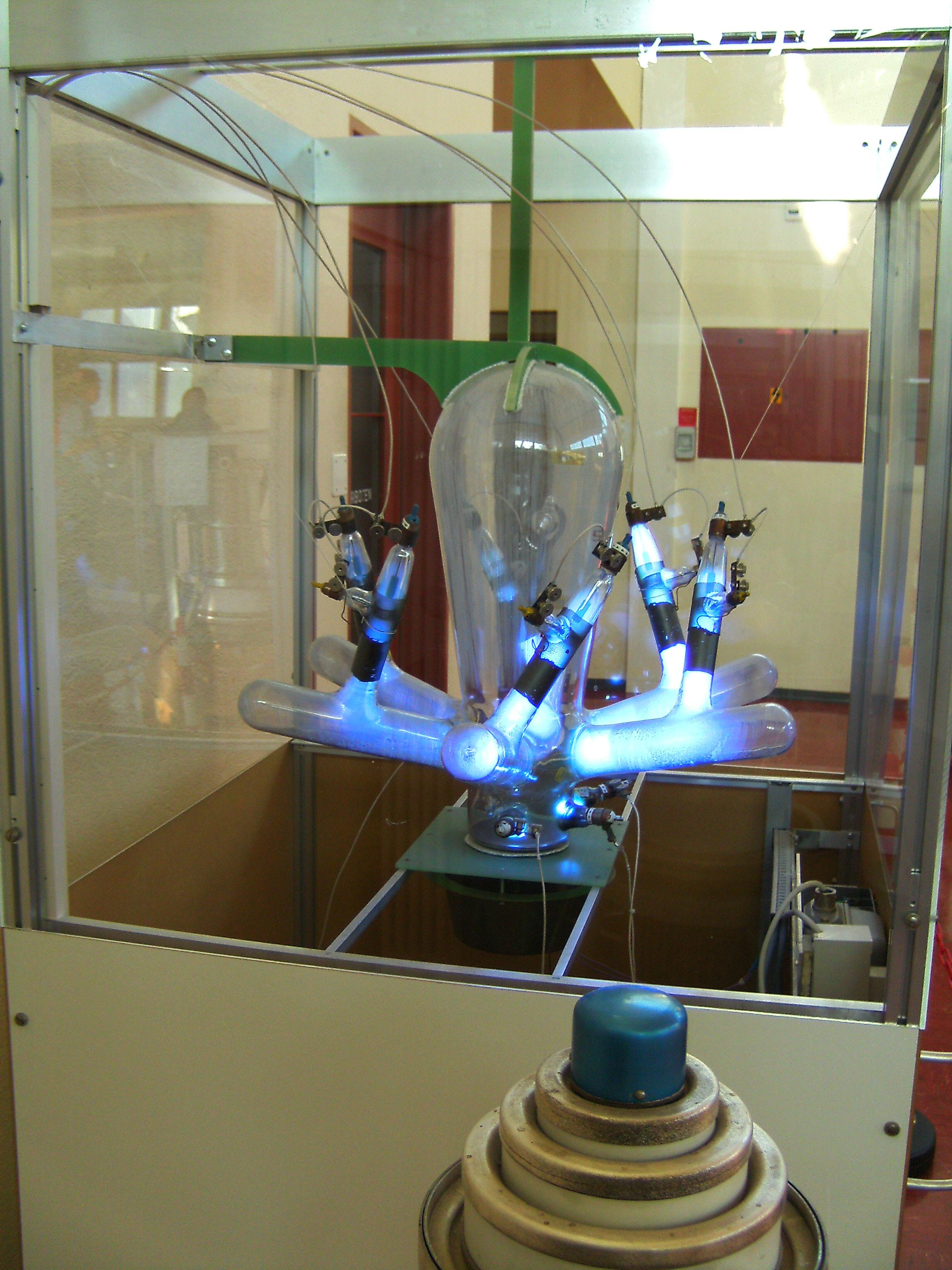
Un raddrizzatore al mercurio in mostra nel trasmettitore AM di Blosenberg in Svizzera, prima di essere dismesso. Raddrizzatore trifase a onda intera a sei anodi.

La valvola raddrizzatrice al mercurio o raddrizzatore al mercurio è un tipo di raddrizzatore elettrico costituito da un tubo di vetro contenente mercurio.

## Struttura e funzionamento

Schema di raddrizzatore al mercurio con involucro in vetro

La valvola è costituita da un tubo in vetro in cui è stato praticato il vuoto e sul cui fondo si trova una quantità di mercurio liquido che costituisce il catodo. La parte superiore del tubo è sagomata in modo da favorire la condensazione del vapore di mercurio che si produce durante il funzionamento. Uno o più elettrodi di innesco (ignition) sono collocati appena sopra il mercurio liquido con la funzione di far evaporare un po' di mercurio per mezzo di un arco elettrico ed innescare così il dispositivo.
Il tubo ha uno o più bracci laterali in cui sono presenti degli elettrodi di grafite che costituiscono l'anodo.
Il numero di bracci dipende dall'applicazione: per raddrizzare una corrente alternata monofase sono sufficienti due bracci, per una trifase si usano tre o sei bracci. Utilizzando sei bracci vengono generate tre correnti sfasate di 60° per mezzo di grossi induttori, allo scopo di ottenere una corrente continua più uniforme.
Per funzionare, la valvola deve essere attivata per mezzo dell'elettrodo di innesco. Successivamente il calore generato dal flusso di corrente provoca la continua evaporazione del mercurio. Se la corrente raddrizzata è insufficiente per mantenere la produzione di vapore, può essere aggiunto un elettrodo supplementare di eccitazione, con lo scopo di mantenere attivo l'arco.
Il vapore condensa sulle pareti di vetro e ritorna in fase liquida alla base. In questo modo il catodo si rinnova continuamente e non si deteriora.
Il vapore di mercurio è il mezzo attraverso il quale si innesca la scarica tra catodo e anodo. L'emissione di elettroni è ampia dal catodo di mercurio e molto limitata dagli anodi, e questo determina il passaggio di corrente in una sola direzione.
I bracci laterali sono studiati in modo da impedire che si inneschi una scarica tra gli anodi, una condizione critica detta "backfire".
Gli atomi di mercurio eccitati emettono una caratteristica fluorescenza che può essere vista come un'area luminosa (dove sono emessi gli elettroni) pulsante alla frequenza della corrente alternata sopra la pozza di mercurio. È però sconsigliato guardare questa emissione poiché è ricca in radiazione ultravioletta.
I raddrizzatori in vetro possono operare su potenze di centinaia di chilowatt per singolo tubo.
Un raddrizzatore a sei bracci da 150 ampere nominali è alto circa 600 mm ed ha un diametro esterno di 300 mm e può contenere diversi chilogrammi di mercurio.
La grande dimensione è necessaria per compensare la limitata conducibilità termica del vetro, che deve dissipare calore per provocare la condensazione del vapore.
La temperatura dell'involucro deve essere controllata attentamente, poiché la pressione del vapore di mercurio dipende dalla temperatura del punto più freddo del tubo. Tipicamente la temperatura è mantenuta a 40 °C con una pressione del vapore di 7 millipascal.
La massima corrente raddrizzabile è limitata dalla sezione dei cavi conduttori inglobati nel vetro per collegare anodi e catodo. Nella realizzazione di grandi raddrizzatori occorre usare per questi cavi un materiale con coefficiente di dilatazione termica simile al vetro per evitare perdite ed entrata di aria nel tubo.
Nei dispositivi maggiori viene impiegato un contenitore metallico con isolanti in ceramica per gli elettrodi.
Questi tubi hanno correnti nominali fino a 2000 A e tensioni fino a 125 kV.
Le valvole con contenitore metallico possono essere collegate a pompe a vuoto per contrastare le minime infiltrazioni di aria attraverso le giunture.
Sia le valvole in vetro che quelle in metallo possono avere griglie di controllo poste tra anodo e catodo, al fine di controllare la conduzione. Il momento in cui avviene l'innesco può essere ritardato a piacere durante il periodo della sinusoide permettendo la regolazione della tensione o della potenza in uscita. Questi raddrizzatori controllati sono impiegati in particolare negli inverter.

## Storia
Il raddrizzatore al mercurio fu inventato da Peter Cooper Hewitt nel 1902 e successivamente perfezionato negli anni venti e trenta da ricercatori europei e nordamericani.
A partire dagli anni settanta lo sviluppo dei dispositivi a stato solido hanno reso il raddrizzatore al mercurio obsoleto anche nelle applicazioni ad alta tensione. L'ultimo campo di applicazione è stato nel raddrizzamento della corrente destinata agli elettrodotti ad alta tensione in corrente continua, fino al 1975, sostituito poi dal tiristore.

## Uso
L'impiego della valvola raddrizzatrice al mercurio si aveva nell'industria per alimentare motori elettrici, nell'alimentazione delle linee per la trazione ferroviaria elettrica, nelle locomotive elettro-diesel, nelle stazioni di conversione per la trasmissione di energia elettrica. Tubi più piccoli erano usati nell'alimentazione di amplificatori e grandi stazioni radiotrasmittenti a valvole.
I raddrizzatori al mercurio hanno rappresentato i dispositivi raddrizzatori più efficienti fino all'introduzione dei dispositivi a stato solido. La caduta di tensione di un tubo al mercurio è inferiore a quella del diodo a vuoto.
Poiché il raddrizzatore lascia passare la corrente in una sola direzione, due tubi dovevano essere connessi con polarità opposta per ottenere il raddrizzamento a doppia semionda. La configurazione è quella a ponte raddrizzatore.